# Realtime Associates
Realtime Associates est une entreprise américaine de développement et d'édition de jeux vidéo fondée en 1986 par David Warhol et un groupe d'anciens employés de chez Mattel Electronics.
En plus des jeux vidéo, la société développe des jeux sérieux et des jeux pour la santé, notamment Re-Mission, des jeux vidéo pour les jeunes patients atteints de cancer.

## Jeux développés

### Intellivision
- Body Slam: Super Pro Wrestling
- Chip Shot: Super Pro Golf
- Deep Pockets: Super Pro Pool and Billiards
- Diner
- Learning Fun I
- Learning Fun II
- Mountain Madness: Super Pro Skiing
- Slam Dunk: Super Pro Basketball
- Super Pro Football
- Triple Challenge

### Xbox
- Intellivision Lives!

### GameCube
- Intellivision Lives!

### PlayStation 2
- Intellivision Lives!

### LeapPad
- LeapTrack Series 1
- LeapTrack Series 2

### Game Boy Color
- All Star Baseball 2000
- Barbie's Ocean Discovery
- Caterpillar Big Dirt Mover

### Nintendo 64
- Charlie Blast's Territory
- Elmo's Letter Adventure
- Elmo's Number Journey
- Gex 64: Enter the Gecko
- Les Razmoket : La Chasse aux trésors

### PlayStation
- Battle Stations
- Casper: Friends Around the World
- Crusader: No Remorse
- Elmo's Letter Adventure
- Elmo's Number Journey
- Iron Man and X-O Manowar in Heavy Metal
- Le Petit Dinosaure : Retour vers la Grande Vallée
- Magic The Gathering: Battlemage

### Saturn
- Battle Stations
- Bug!
- Bug Too!
- Crusader: No Remorse
- Iron Man and X-O Manowar in Heavy Metal
- NBA Live 97
- NBA Live 98

### Pico
- The Berenstain Bears' A School Day
- The Lion King: Adventures at Pride Rock
- Magic Crayons
- Disney's Pocahontas: Riverbend Adventures
- Ready For Reading and Ready For Math
- Richard Scarry's Busiest Day Ever
- Tails and the Music Maker

### Super Nintendo
- Aaahh!!! Real Monsters
- Beavis and Butt-head
- Captain America and the Avengers
- Q*bert 3
- Sküljagger: Revolt of the Westicans
- Socks the Cat Rocks the Hill (unreleased)
- Warlock

### Game Gear
- The Berenstain Bears' Camping Adventure
- Breakthru
- Captain America and the Avengers
- Frank Thomas Big Hurt Baseball
- NHL Hockey
- Quest for the Shaven Yak Starring Ren Hoëk and Stimpy
- Star Wars: Return of the Jedi
- WWF Raw

### Game Boy
- Barbie's Ocean Discovery
- BreakThru!
- Captain America and the Avengers
- Caterpillar Big Dirt Mover
- Dick Tracy
- Frank Thomas Big Hurt Baseball
- Out of Gas
- Q*Bert For Game Boy
- Star Wars: Return of the Jedi
- Word Zap
- Wordtris
- WWF Monday Night Raw Wrestling

### Mega Drive
- Aaahh!!! Real Monsters
- Barney's Hide and Seek Game
- The Berenstain Bears' Camping Adventure
- Normy's Beach Babe-O-Rama
- Warlock

### PC-Engine
- Loom

### Nintendo Entertainment System
- Caesars Palace
- Dick Tracy
- Maniac Mansion
- The Rocketeer

### PC
- Bug!
- Bug Too!
- Candy Land Adventure
- Iron Man and X-O Manowar in Heavy Metal
- Magic The Gathering: Battlemage
- Re-Mission
- Toon Jam
- Video Jam